# Kobe Bufkin
Kobe Bufkin (ur. 21 września 2003 w Grand Rapids) – amerykański koszykarz, występujący na pozycjach rozgrywającego lub rzucającego obrońcy, od 2023 zawodnik Atlanty Hawks.
W 2021 wystąpił w meczach gwiazd szkół średnich McDonald’s All-American i Jordan Brand Classic.
W 2023 reprezentował Atlantę Hawks podczas rozgrywek letniej ligi NBA w Las Vegas.

## Osiągnięcia
Stan na 3 grudnia 2023, na podstawie
, o ile nie zaznaczono inaczej.
NCAA
- Uczestnik:
  - rozgrywek II rundy turnieju NCAA (2023)
- Zaliczony do:
  - III składu Big Ten (2023)
  - składu honorable mention Big Ten (2023 przez media)